# Тересев
Тересев (пол. Teresew) — село в Польщі, у гміні Кернозя Ловицького повіту Лодзинського воєводства.
Населення — 104 особи (2011).
У 1975-1998 роках село належало до Плоцького воєводства.

## Демографія
Демографічна структура станом на 31 березня 2011 року:
|          | Загалом | Допрацездатний вік | Працездатний вік | Постпрацездатний вік |
| -------- | ------- | ------------------ | ---------------- | -------------------- |
| Чоловіки | 56      | 10                 | 34               | 12                   |
| Жінки    | 48      | 5                  | 24               | 19                   |
| Разом    | 104     | 15                 | 58               | 31                   |